# Percy Moreau Ashburn
Percy Moreau Ashburn (* 28. Juli 1872 in Batavia, Ohio; † 20. August 1940 in Washington, D.C.) war ein US-amerikanischer Mediziner und Militärarzt in der US Army.

Percy Moreau Ashburn (1903)

## Leben
Ashburn wurde 1893 am Jefferson Medical College in Philadelphia zum Dr. med. promoviert. Er diente im Army Medical Department und war unter anderem in China, Japan und den Philippinen eingesetzt. Er erreichte den Rang eines Obersts. In der Panamakanalzone war er Sanitätsinspektor.
Ashburn verfasste eine Reihe von Fachbüchern und Aufsätzen zu Themen der Medizingeschichte, der Hygiene und der ansteckenden Krankheiten. Von 1927 bis 1932 war Ashburn der Direktor der United States National Library of Medicine, der weltgrößten medizinischen Bibliothek. 1943 – drei Jahre nach seinem Tod – wurde zu seinen Ehren ein Krankenhaus der Veterans Administration (VA) in McKinney (TX) in Ashburn General Hospital umbenannt.

## Schriften
- The elements of military hygiene - especially arranged for officers and men of the line. Houghton Mifflin, Boston 1909.
- Mosquito-borne diseases, herausgegeben vom Health Department für die Benutzung in der Canal Zone. United States Government Printing Office, Washington 1914.
- A history of the Medical department of the United States army. Houghton Mifflin, Boston 1929.
- The ranks of death, a medical history of the conquest of America, postum herausgegeben von Frank D. Ashburn. Coward-McCann, New York 1947.